# Ekkehard Hofmann
Ekkehard Hofmann (* 5. September 1966) ist ein deutscher Jurist.

## Leben
Von 1988 bis 1993 studierte er Rechtswissenschaft in Hamburg (Promotion 1997, Habilitation 2006). Von 2011 bis 2014 war er Professor für Öffentliches Recht, insbesondere Verwaltungsrecht, Sozialrecht an der Universität Würzburg. Seit 2014 ist er Universitätsprofessor an der Universität Trier und zum Direktor des Instituts für Umwelt- und Technikrecht ernannt.

## Schriften (Auswahl)
- Der Schutz vor Immissionen des Verkehrs. Ökonomische Anforderungen an Maßnahmen des Verkehrsimmissionsschutzes am Beispiel der Luftreinhaltung und ihre Zulässigkeit nach deutschem und europäischem Recht. Baden-Baden 1997, ISBN 3-7890-5038-5.
- mit Hans-Joachim Koch und Moritz Reese: Lokal handeln: nachhaltige Mobilitätsentwicklung als kommunale Aufgabe. Forschungsbericht 29916115. Berlin 2002, ISBN 3-503-06626-8.
- Abwägung im Recht. Chancen und Grenzen numerischer Verfahren im öffentlichen Recht. Tübingen 2007, ISBN 3-16-149238-2.
- mit Stefan Möckel und Wolfgang Köck: Verringerung der Salzbelastung in der Flussgebietseinheit Weser. Rechtliche Anforderungen an die Errichtung und Nutzung einer Rohrfernleitung zur Einleitung von Salzabwässern in Gewässer. Baden-Baden 2011, ISBN 978-3-8329-6236-4.